# Clossiana galiseri
Clossiana galiseri är en fjärilsart som beskrevs av Eugen V. Niculescu 1957. Clossiana galiseri ingår i släktet Clossiana och familjen praktfjärilar. Inga underarter finns listade i Catalogue of Life.